# Paralimna taurus
Paralimna taurus är en tvåvingeart som beskrevs av Cresson 1916. Paralimna taurus ingår i släktet Paralimna och familjen vattenflugor. Inga underarter finns listade i Catalogue of Life.